# Nahirne, Reșetîlivka
Nahirne (în ucraineană Нагірне) este un sat în comuna Poticiok din raionul Reșetîlivka, regiunea Poltava, Ucraina.

## Demografie
Componența lingvistică a localității Nahirne
     Ucraineană (100%)
Conform recensământului din 2001, toată populația localității Nahirne era vorbitoare de ucraineană (100%).